# Joe Kopicki
Joseph Gerard Kopicki, Sr. (nacido el 12 de junio de 1960 (64 años) en Warren, Míchigan) es un exjugador de baloncesto estadounidense. Con una altura de 2,03 metros ocupaba la posición de pívot.

## Trayectoria deportiva
Tras formarse como jugador con los titans de la Universidad de Detroit
, fue elegido en la 3ª ronda del Draft de la NBA de 1982 (puesto 56 del total) por los Atlanta Hawks. Tras militar en las plantillas de los propios Hawks y de los Indiana Pacers con los que no llegó a debutar y tras una temporada en los Wisconsin Flyers de la CBA, la temporada 1983/84 firma un contrato con los Washington Bullets, club con el que finalmente juega sus primeros minutos en la NBA. La temporada siguiente integra las filas de los Denver Nuggets y de ahí se decide a dar el salto a Europa donde se desarrolla el resto de su carrera formando parte de distintos equipos de Italia y España.

## Equipos
- High School. Fitzgerald (Warren, Míchigan).
- 1978-1982 NCAA. Universidad de Detroit.
- 1982-1983 CBA. Wisconsin Flyers.
- 1983-1984 NBA. Washington Bullets.
- 1984-1985 NBA. Denver Nuggets.
- 1985-1986 LEGA. Benetton Treviso. Juega 10 partidos.
- 1985-1986 Primera B. Cajabilbao.
- 1986-1988 ACB. Cajabilbao.
- 1988-1991 LEGA. Pallacanestro Torino.
- 1991-1992 Primera B. Cajabilbao.
- 1992-1993 ACB. Joventut de Badalona.